# Orlica (pogorje)
Orlica ali Orliško pogorje (Veliki vrh, 701 mnv) je pogorje v Vzhodni Sloveniji, ki je vzhodni del Posavskega hribovja. Poteka v smeri jugozahod–severovzhod, približno od vasi Zgornja Pohanca do trga Kunšperk ob meji s Hrvaško, v skupni dolžini 15 km in širini 3 km. Po vrhu grebena poteka meja med Občino Brežice na jugu in občinama Kozje in Bistrica ob Sotli na severu. Celotno hribovito območje, za katerega so značilni listnati, pretežno bukovi gozdovi, je vključeno v Kozjanski park.
Na vzhodu je Orlica zaključena z 2 km dolgo sotesko Zelenjak, po kateri teče mejna reka Sotla, glavna hrvaška cesta Klanjec–Kumrovec in opuščena hrvaška železniška proga Savski Marof–Kumrovec, ki pod vznožjem orliškega vrha Silovec (507 m) dvakrat prečka Sotlo, tako da skozi 174,17 m dolg Železniški predor Zelenjak izjemoma poteka po slovenski strani. Sotesko Zelenjak na hrvaški strani tvori Cesargradsko brdo z vrhom Japica (509 m), ki predstavlja naravni podaljšek Orlice.
Poleg Sotle predstavljajo glavne orliške vodotoke še reka Bistrica, ki je pritok Sotle in teče ob severnem vznožju, ter potoki Močnik, Gabernica in Dramlja, ki vsi tečejo proti jugu in se izlivajo v Savo. Večja kraja pod severnim vznožjem sta Podsreda in Bistrica ob Sotli, ki je tudi sedež občine, ter Sromlje, Pišece in Bizeljsko pod južnim vznožjem.

## Vrhovi
| Vrh               | Višina          | Opomba |
| Jugozahodni del   | Jugozahodni del | Jugozahodni del |
| ----------------- | --------------- | --- |
| Hrastenik         | 528             | |
| Veliki Trobojnik  | 653             | |
| Mali Trobojnik    | 599             | |
| Veliki vrh        | 701             | najvišji vrh Orlice, s planinsko vpisno knjigo                                                                        |
| Veliki Špiček     | 698             | najvišji vrh Občine Brežice, s planinsko vpisno knjigo, 600 metrov pred vrhom stoji lesen bivak Lovske družine Pišece |
| Velika Vagla      | 667             | |
| Mali Špiček       | 510             | |
| Severozahodni del |                 | |
| Goli vrh          | 561             | |
| Velika Špica      | 630             | |
| Orlica            | 626             | vrh nad gradom Podsreda                                                                                               |
| Bukovica          | 432             | |
| Denžičev breg     | 588             | med Bukovico in Denžičevem bregom poteka neprehodna soteska Bistrice                                                  |
| Svete gore        | 527             | vrh z znamenitim romarskim središčem                                                                                  |
| Vzhodni del       |                 | |
| Srednji vrh       | 468             | |
| Rožce             | 619             | |
| Vidi vrh          | 520             | |
| Graščinski vrh    | 466             | |
| Kunšperk          | 597             | najvišji vrh Občine Bistrica ob Sotli                                                                                 |
| Pečina            | 525             | |
| Silovec           | 507             | tik pod vrhom se nahajajo ruševine cerkve sv. Marjete                                                                 |

Vir

## Kulturne znamenitosti
| Slika                     | Znamenitost                    | Opomba |
| ------------------------- | ------------------------------ | --- |
| Klikni za spremembo slike | Grad Podsreda                  | |
| Klikni za spremembo slike | Grad Kunšperk                  | danes v razvalinah, nekoč je varoval prehod skozi sotesko Zelenjak, podobno kot Grad Cesargrad na Cesargradskem brdu na hrvaški strani |
| Klikni za spremembo slike | Grad Pišece                    | spomenik državnega pomena |
| Klikni za spremembo slike | Grad Bizeljsko                 | spomenik državnega pomena |
| Klikni za spremembo slike | Svete gore (527 m)             | vrh z romarskim središčem s cerkvijo Marijinega rojstva in štirimi kapelami, nekdaj poznoantična rimska utrdba                         |
| Klikni za spremembo slike | Cerkev sv. Jedrti, Pavlova vas | podružnična cerkev Župnije Pišece |
| Klikni za spremembo slike | Cerkev sv. Ožbolta, Pečice     | podružnična cerkev Župnije Podsreda |
| Klikni za spremembo slike | Cerkev sv. Marjete, Kunšperk   | danes v razvalinah, nekdaj podružnična cerkev Župnije Sveti Peter pod Svetimi gorami                                                   |
| Klikni za spremembo slike | Veliki vrh (701 m)             | sondirana rimska utrdba, danes se na vrhu nahaja spomenik slovenskemu tolarju, postavljen leta 2006                                    |